# Eugen Ott (general)
Eugen Ott (20 de mayo de 1890-11 de agosto de 1966) fue un general alemán de la Wehrmacht durante la Segunda Guerra Mundial, quien comandó varios cuerpos. Fue condecorado con la Cruz de Caballero de la Cruz de Hierro de la Alemania nazi.

## Condecoraciones
- Cruz de Caballero de la Cruz de Hierro, 25 de diciembre de 1942 como General de Infantería y comandante de LII. Armeekorps[1]